# Ed Cota
Eduardo Enrique Cota (ur. 19 maja 1976 w Los Angeles) – amerykański koszykarz występujący na pozycji rozgrywającego, posiadający także panamskie obywatelstwo.
W 1996 wystąpił w meczu wschodzących gwiazd - Nike Hoop Summit oraz McDonald’s All-American.
Zajmuje trzecie miejsce na liście najlepiej podających zawodników w historii NCAA z łączną liczbą 1030 asyst.
W 2003 roku rozegrał trzy spotkania w barwach Washington Wizards podczas letniej ligi NBA w Las Vegas.

## Osiągnięcia
Na podstawie, o ile nie zaznaczono inaczej.
NCAA
- Uczestnik:
  - NCAA Final Four (1997, 1998, 2000)
  - turnieju NCAA (1997–2000)
- Mistrz turnieju konferencji Atlantic Coast (ACC – 1997, 1998)
- Najlepszy pierwszoroczny zawodnik ACC (1997)[6]
- Most Outstanding Player (MOP=MVP) NIT Season Tip-Off (1999)
- Zaliczony do:
  - składu All-America Honorable Mention (1999 przez Associated Press)
  - I składu:
    - pierwszoroczniaków ACC (1997)
    - turnieju Great Alaska Shootout (1998)

  - II składu:
    - ACC (1998, 1999, 2000)
    - turnieju ACC (1997, 1998, 1999)

Drużynowe
- Mistrz:
  - FIBA Europe League (2005)
  - Belgii (2002)
  - Litwy (2003, 2004)
- Zdobywca pucharu Izraela (2007)

Indywidualne
- Najlepszy podający w historii Euroligi (4.8 w 62 meczach)
- Uczestnik meczu gwiazd:
  - Eurochallenge (2005)
  - litewskiej ligi LKL (2004)
- Lider w asystach:
  - Euroligi (2003 – 6,5 w 14 meczach, 2004 – 5,6 w 20 meczach)
  - litewskiej ligi LKL (2004)

Reprezentacja
- Mistrz Ameryki Środkowej (2006)
- Uczestnik mistrzostw świata (2006 – 23. miejsce)

## Statystyki podczas występów w PLK
- Sezon 2007/2008 (Stal Ostrów Wlkp.): 16 meczów (średnio 6,8 punktu, 3,6 zbiórki oraz 4,3 asysty w ciągu 27,6 minuty)